# أورانج (فوكلوز)

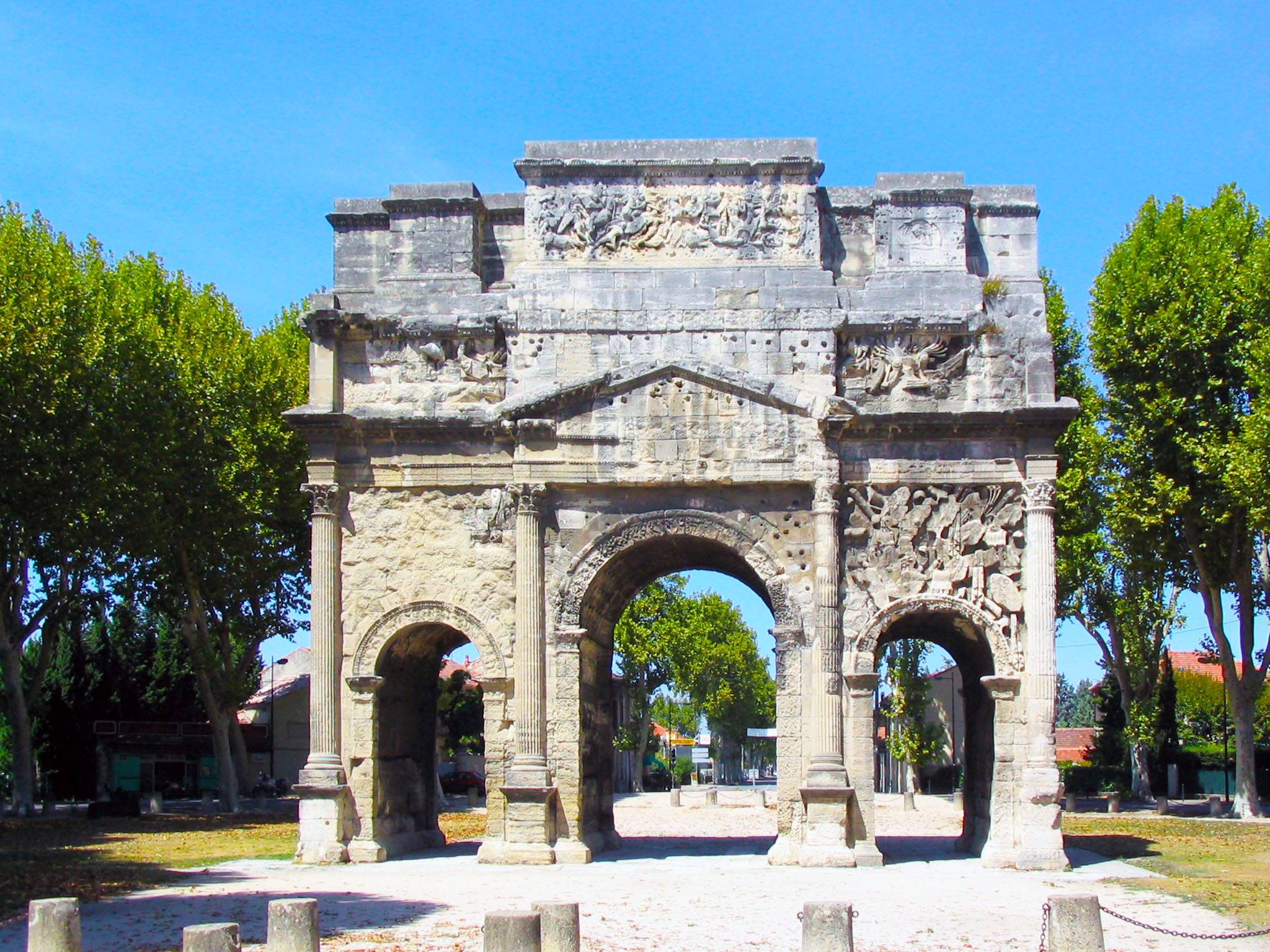
The Triumphal Arch of Orange

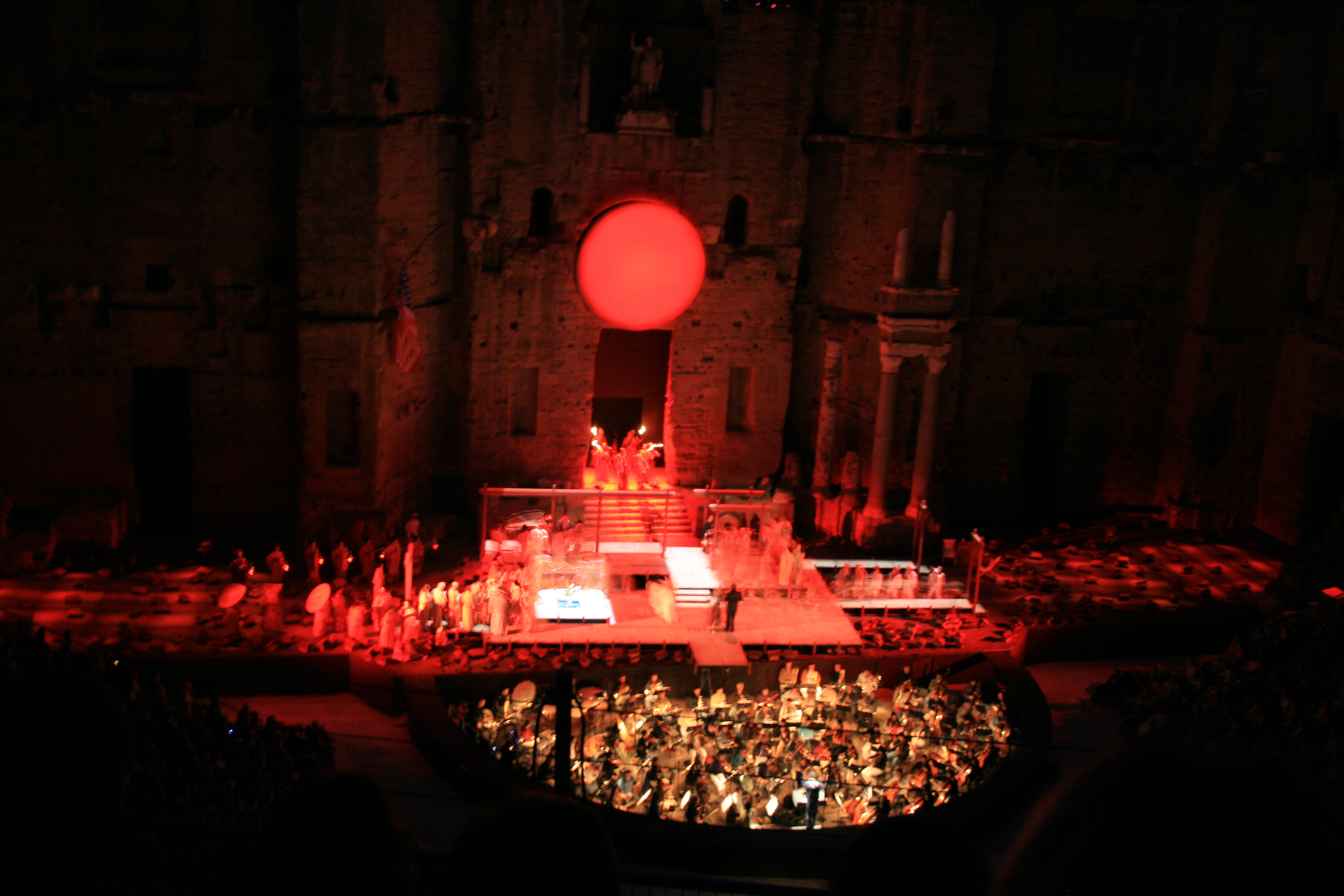
Madama Butterfly on 9 July 2007

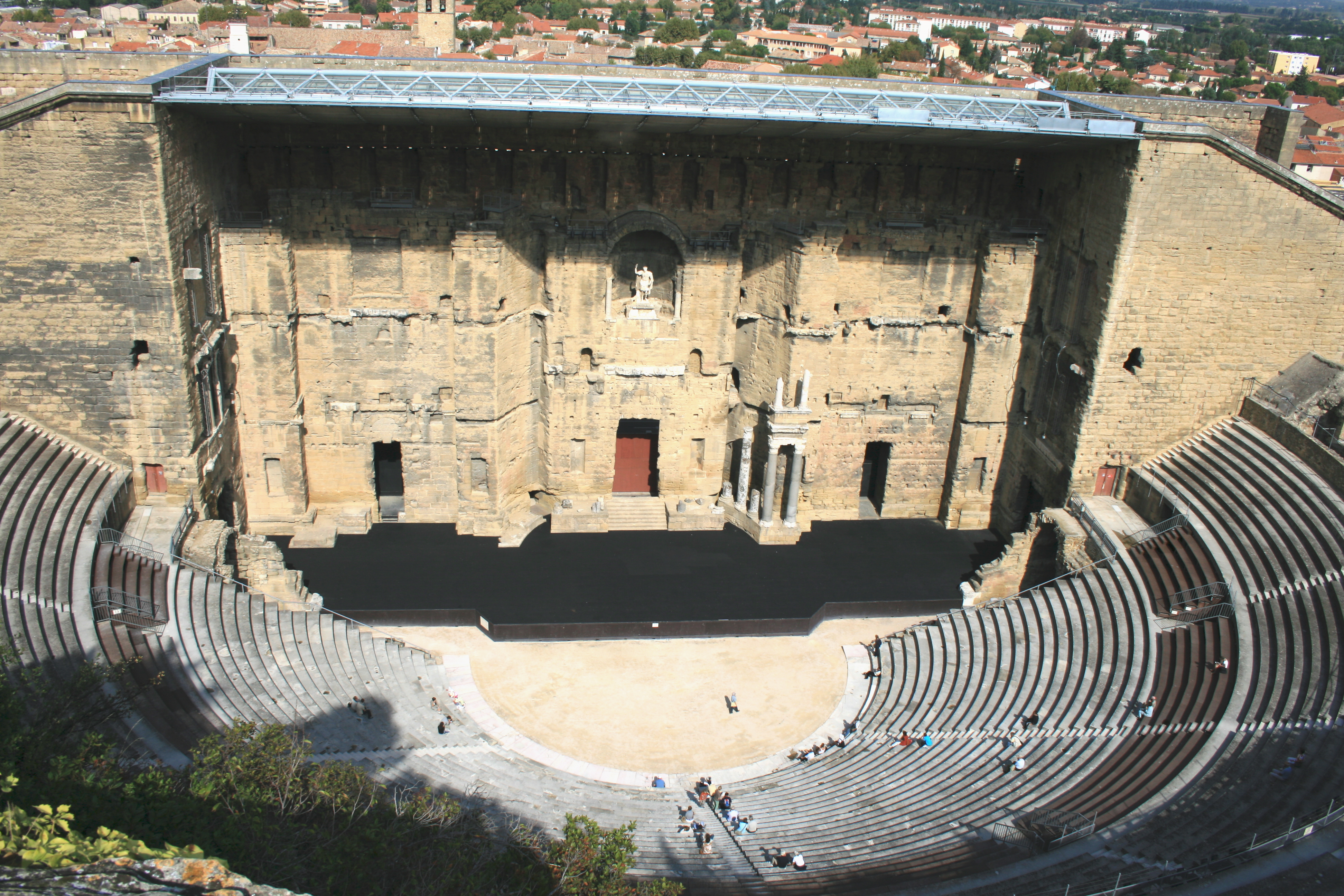
المسرح الروماني في أورانج

أورانج (لغة بروفنسالية لغة قسطانية: Aurenja أو Aurenjo بال‍‍لغة القسطانية) هي بلدية فرنسية في إقليم فوكلوز في منطقة إقليم ألب كوت دازور جنوب شرق فرنسا.

## المناخ
يظهر الجدول التالي التغييرات المناخية على مدار السنة لأورانج، فوكلوز:
| البيانات المناخية لـأورانج، فوكلوز            | البيانات المناخية لـأورانج، فوكلوز | البيانات المناخية لـأورانج، فوكلوز | البيانات المناخية لـأورانج، فوكلوز | البيانات المناخية لـأورانج، فوكلوز | البيانات المناخية لـأورانج، فوكلوز | البيانات المناخية لـأورانج، فوكلوز | البيانات المناخية لـأورانج، فوكلوز | البيانات المناخية لـأورانج، فوكلوز | البيانات المناخية لـأورانج، فوكلوز | البيانات المناخية لـأورانج، فوكلوز | البيانات المناخية لـأورانج، فوكلوز | البيانات المناخية لـأورانج، فوكلوز | البيانات المناخية لـأورانج، فوكلوز |
| الشهر                                         | يناير                              | فبراير                             | مارس                               | أبريل                              | مايو                               | يونيو                              | يوليو                              | أغسطس                              | سبتمبر                             | أكتوبر                             | نوفمبر                             | ديسمبر                             | المعدل السنوي                      |
| --------------------------------------------- | ---------------------------------- | ---------------------------------- | ---------------------------------- | ---------------------------------- | ---------------------------------- | ---------------------------------- | ---------------------------------- | ---------------------------------- | ---------------------------------- | ---------------------------------- | ---------------------------------- | ---------------------------------- | ---------------------------------- |
| الدرجة القصوى °ف (°م)                         | 68.9 (20.5)                        | 73.4 (23.0)                        | 81.0 (27.2)                        | 88.2 (31.2)                        | 94.1 (34.5)                        | 105.8 (41.0)                       | 105.3 (40.7)                       | 108.7 (42.6)                       | 96.4 (35.8)                        | 87.6 (30.9)                        | 76.3 (24.6)                        | 68.4 (20.2)                        | 108.7 (42.6)                       |
| متوسط درجة الحرارة الكبرى °ف (°م)             | 49.8 (9.9)                         | 53.1 (11.7)                        | 60.1 (15.6)                        | 65.5 (18.6)                        | 73.8 (23.2)                        | 81.3 (27.4)                        | 87.4 (30.8)                        | 86.4 (30.2)                        | 77.4 (25.2)                        | 68.0 (20.0)                        | 56.7 (13.7)                        | 50.2 (10.1)                        | 67.5 (19.7)                        |
| المتوسط اليومي °ف (°م)                        | 42.4 (5.8)                         | 44.6 (7.0)                         | 50.7 (10.4)                        | 55.8 (13.2)                        | 63.5 (17.5)                        | 70.5 (21.4)                        | 75.9 (24.4)                        | 75.0 (23.9)                        | 67.5 (19.7)                        | 59.5 (15.3)                        | 49.5 (9.7)                         | 43.5 (6.4)                         | 58.3 (14.6)                        |
| متوسط درجة الحرارة الصغرى °ف (°م)             | 34.9 (1.6)                         | 36.3 (2.4)                         | 41.4 (5.2)                         | 46.0 (7.8)                         | 53.2 (11.8)                        | 59.7 (15.4)                        | 64.4 (18.0)                        | 63.7 (17.6)                        | 57.4 (14.1)                        | 51.1 (10.6)                        | 42.3 (5.7)                         | 36.9 (2.7)                         | 48.9 (9.4)                         |
| أدنى درجة حرارة °ف (°م)                       | 7.9 (−13.4)                        | 5.9 (−14.5)                        | 14.5 (−9.7)                        | 26.8 (−2.9)                        | 34.3 (1.3)                         | 42.3 (5.7)                         | 49.1 (9.5)                         | 46.9 (8.3)                         | 37.6 (3.1)                         | 29.1 (−1.6)                        | 21.6 (−5.8)                        | 6.1 (−14.4)                        | 5.9 (−14.5)                        |
| الهطول إنش (مم)                               | 2.01 (51.0)                        | 1.55 (39.4)                        | 1.73 (43.9)                        | 2.60 (66.0)                        | 2.57 (65.3)                        | 1.51 (38.3)                        | 1.45 (36.9)                        | 1.67 (42.3)                        | 4.02 (102.0)                       | 3.66 (92.9)                        | 2.97 (75.4)                        | 2.19 (55.7)                        | 27.92 (709.1)                      |
| متوسط أيام هطول الأمطار (≥ 1.0 mm)            | 5.7                                | 4.9                                | 4.9                                | 7.2                                | 6.3                                | 4.7                                | 3.0                                | 3.5                                | 5.5                                | 7.2                                | 6.6                                | 6.4                                | 66.0                               |
| متوسط الرطوبة النسبية (%)                     | 77                                 | 74                                 | 69                                 | 66                                 | 66                                 | 64                                 | 71                                 | 78                                 | 78                                 | 79                                 | 71                                 | 77                                 | 72.5                               |
| ساعات سطوع الشمس الشهرية                      | 132.0                              | 137.1                              | 192.5                              | 230.4                              | 264.6                              | 298.9                              | 345.3                              | 310.7                              | 237.6                              | 187.1                              | 135.2                              | 123.8                              | 2٬595٫2                            |
| المصدر #1: Météo France                       |                                    |                                    |                                    |                                    |                                    |                                    |                                    |                                    |                                    |                                    |                                    |                                    |                                    |
| المصدر #2: Infoclimat.fr (humidity 1961–1990) |                                    |                                    |                                    |                                    |                                    |                                    |                                    |                                    |                                    |                                    |                                    |                                    |                                    |

## توأمة
لأورانج، فوكلوز اتفاقيات توأمة مع كل من:
- راستات (1965 - )
- Jarosław [الإنجليزية]‏
- كيلسي
- ديلنبورغ
- Diest [الإنجليزية]‏
- فيشكوف
- سبوليتو
- فيليس-روبايو
- يفانغ
- أورانج

## أعلام
- كريم داهو
- أليكساندر ري
- رومين أرماند
- فينسينت موراتوري
- سيدريك بييل